# وزارة الدفاع (إسبانيا)
وزارة الدفاع (بالإسبانية: Ministerio de Defensa)‏ هي وزارة تابعة للحكومة الإسبانية. وهي الهيئة الإدارية والتنفيذية للقوات المسلحة الإسبانية. وزارة الدفاع هي إحدى إدارات الدولة العامة المسؤولة عن إصدار وتنسيق وتنفيذ المبادئ التوجيهية العامة للحكومة بشأن سياسة الدفاع.
وفقاً للدستور الأسباني لعام 1978، فإن الملك هو القائد الأعلى للجيش الأسباني. يمكنه إعلان الحرب أو إبرام السلام بإذن من برلمان إسبانيا، شريطة أن يوافق رئيس الوزراء على هذا الفعل.
تحدد وزارة الدفاع وتشرف على:
- سياسات الدفاع.
- التحالفات العسكرية.
- سير الحرب.
- نفقات وميزانية الجيش.

يرأس وزارة الدفاع وزير الدفاع، وهو عضو حكومي يعتمد مباشرة من رئيس الوزراء. يوجد أسفل وزارة الدفاع خمس إدارات رئيسية تابعة: رئيس القوات المسلحة ورئيس أركان الدفاع الذي ينقسم إلى ثلاث إدارات عسكرية برئاسة رئيس أركان الجيش ورئيس أركان البحرية ورئيس أركان القوات الجوية؛ أمانة دولة الدفاع برئاسة وزير الدفاع؛ وكيل وزارة الدفاع برئاسة وكيل وزارة الدفاع والأمانة العامة لسياسة الدفاع برئاسة الأمين العام لسياسة الدفاع. بالإضافة إلى ذلك، فإن مركز الاستخبارات الوطني تابع لوزارة الدفاع.
يرأس الوزارة حالياً مارغريتا روبليس.

## التاريخ

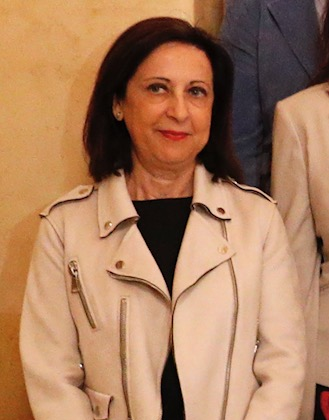
مارغريتا روبليس، وزير الدفاع الحالي.

منذ الأصول الأولى لإسبانيا، كانت الملكية الشكل الرئيسي للحكومة. هذا هو السبب الرئيسي لظهور الدوائر الحكومية الأولى في القرن الثامن عشر لأنه منذ قرون، سيطر الملك على كل السلطة.
في البداية، كان الملك يسيطر على الجيش من خلال مجلس الدولة الذي تم تقسيمه إلى أقسام مختلفة مخصصة لتقديم المشورة للملك في مختلف مجالات الحكم.
في 11 يوليو 1705، أنشأ الملك فيليب الخامس سكرتارية لشؤون الحرب والخزانة، تسمى أمانة مكتب الحرب والخزانة. في عام 1714 تم إصلاح الإدارة وظهرت أمانتان: واحدة مخصصة للجيش تسمى أمانة مكتب الحرب والأخرى للبحرية تسمى أمانة مكتب البحرية وجزر الهند.
تم إخماد أمانة مكتب البحرية والجزر الهندية في عام 1715 وتم نقل الصلاحيات الخاصة بالبحرية إلى سكرتارية مكتب الحرب. في عام 1721 تم إنشاء الأمانة العامة لمكتب البحرية بافتراض أن الصلاحيات على البحرية لها صلاحيات فقط على شبه الجزيرة البحرية. لم يكن حتى عام 1790 أن هذه الأمانة العامة تولت أيضا الكفاءات على البحرية في الخارج.
تم الحفاظ على هذه المنظمة على مدار عقود، وفي بداية القرن التاسع عشر، تم استخدام المصطلحين «الأمانة» و «الوزارة» كمرادفين، حتى عام 1851 عندما تم إنشاء وزارة الحرب ووزارة البحرية.
في بداية القرن العشرين، بدأت القوات الجوية في اتخاذ خطواتها الأولى، وفي البداية كانت مجرد الفرع الجوي للجيش وفي وقت لاحق تم إنشاء سلاح الجو البحري التابع للبحرية.
خلال الحرب الأهلية، انقسمت القوات المسلحة إلى جانبين: الجمهوري والقومي. في الجانب الجمهوري، كانت هناك وزارتان رئيسيتان: وزارة الحرب ووزارة القوات البحرية والقوات الجوية. في الجانب الوطني، كانت هناك وزارة واحدة فقط، هي وزارة الدفاع الوطني التي كان لها كل الصلاحيات على الفروع الثلاثة.
بعد الحرب الأهلية، قسم النظام الفرنسي وزارة الدفاع الوطني السابقة المقدمة ثلاث وزارات: وزارة الجيش، وزارة البحرية ووزارة سلاح الجو. اختفى هؤلاء الثلاثة في عام 1977 عندما تم إنشاء وزارة الدفاع الحالية.

## بناء
يتم تنظيم القسم على النحو التالي:
- القوات المسلحة.
  - رئيس أركان الدفاع.
    - رئيس أركان الجيش
    - رئيس أركان البحرية
    - رئيس أركان سلاح الجو
- وزير الدفاع.
  - المديرية العامة للتسلح والمواد.
  - المديرية العامة للشؤون الاقتصادية.
  - المديرية العامة للبنية التحتية.
- وكيل وزارة الدفاع.
  - الأمين العام الفني.
  - المديرية العامة للعاملين.
  - المديرية العامة للتجنيد العسكري والتدريس.
  - الإدارة القانونية للدفاع
  - مترجم الدفاع
  - التفتيش العام للصحة
  - سجن الكالا دي هيناريس العسكري
- الأمين العام لسياسة الدفاع.
  - الإدارة العامة لسياسة الدفاع

يعتمد الحرس المدني على وزارة الدفاع في الشروط المنصوص عليها في القوانين.
الهيئات الاستشارية والاستشارية لوزارة الدفاع هي:
- المجلس الأعلى للجيش.
- المجلس الأعلى للبحرية.
- المجلس الأعلى للقوات الجوية.
- المجالس العليا للقوات المشتركة للقوات المسلحة.

### سلسة الأوامر
يتم تنظيم سلسلة القيادة للجيش في القانون الأساسي للدفاع الوطني لعام 2005.
ومثل الدستور، يعترف القانون بأن الملك هو القائد الأعلى للقوات المسلحة. الحكومة هي الجهة المسؤولة عن وضع سياسة الدفاع وكذلك السيطرة على الإدارة العسكرية. رئيس الوزراء هو السلطة المدنية في قيادة القوات المسلحة. يسيطر وزير الدفاع، تحت سلطة رئيس الوزراء، على القوات المسلحة ويضع السياسة العسكرية للدولة. رئيس أركان الدفاع هو السلطة العسكرية الرابعة، المسؤولة عن القيادة التنفيذية للقوات المسلحة. بعد رئيس أركان الدفاع ورئيس أركان مختلف الفروع.
البرلمان مسؤول عن التصريح بتوقيع المعاهدات العسكرية والموافقة على قوانين الدفاع والميزانيات العسكرية وتفويض الملك لإعلان الحرب وصنع السلام. على وجه الخصوص، يكون مجلس النواب مسؤولاً عن التصريح باستخدام القوات المسلحة في الخارج في مهام ليست ذات مصلحة وطنية، إذا كانت ذات مصلحة وطنية، يمكن للحكومة استخدامها دون إذن ولكن إبلاغه إلى مجلس النواب.
1. الملك.
2. رئيس الوزراء.
3. وزير الدفاع.
4. رئيس أركان الدفاع.
5. رئيس أركان الجيش ورئيس أركان القوات البحرية ورئيس أركان القوات الجوية.
6. نائب رئيس أركان الجيش، ونائب رئيس أركان البحرية ونائب رئيس أركان القوات الجوية.

## وصلات خارجية
- الموقع الرسمي (بالإسبانية)